# Bee Gees Success Story
A  Bee Gees Success Story című lemez a Bee Gees  együttes 1960-as és 1970-es években keletkezett dalaiból kiadott 2CD-s válogatáslemez.

## Az album dalai
CD1
1. Spicks & Specks (live)  (Barry Gibb) – 2:33
2. New York Mining Disaster 1941 (Barry és Robin Gibb) – 3:09
3. To Love Somebody (Barry és Robin Gibb) – 3:00
4. Holiday (Barry és Robin Gibb) – 2:54
5. I Can't See Nobody (Barry és Robin Gibb) – 3:45
6. Massachussets (Barry, Robin és Maurice Gibb) – 2:25
7. World (Barry, Robin és Maurice Gibb) – 3:13
8. Words (Barry, Robin és Maurice Gibb) – 3:16
9. I've Gotta Get a Message to You (Barry, Robin és Maurice Gibb) – 2:57
10. I Started a Joke (Barry, Robin és Maurice Gibb) – 3.07
11. Marlay Put Drive (Barry, Robin és Maurice Gibb) – 4:26
12. Melody Fair (Barry, Robin és Maurice Gibb) – 3:48
13. Sound of Love (Barry, Robin és Maurice Gibb) – 3:27
14. I Laugh in Your Face (Barry, Robin és Maurice Gibb) – 4:09
15. First of May (Barry, Robin és Maurice Gibb) – 2:48
16. I.O.I.O (Barry, Robin és Maurice Gibb) – 2:43

CD2
1. Lonely Days (Barry, Robin és Maurice Gibb) – 3:46
2. How Can You Mend A Broken Heart (Barry és Robin Gibb) – 3:57
3. Run To Me (Barry, Robin és Maurice Gibb) – 3:11
4. Jive Talking (Barry, Robin és Maurice Gibb) – 3:43
5. Nights On Broadway (Barry, Robin és Maurice Gibb) – 4:32
6. You Should Be Dancing (Barry, Robin és Maurice Gibb) – 4:16
7. Love So Right (Barry, Robin és Maurice Gibb) – 3:33
8. Boogie Child (Barry, Robin és Maurice Gibb) – 4:10
9. Stayin' Alive (Barry, Robin és Maurice Gibb) – 4:45
10. How Deep Is Your Love (Barry, Robin és Maurice Gibb) – 4:02
11. Night Fever (Barry, Robin és Maurice Gibb) – 3:30
12. More Than A Woman (Barry, Robin és Maurice Gibb) – 3:14
13. I Just Want To Be Your Everything (Barry Gibb) – 3:45
14. Too Much Heaven (Barry, Robin és Maurice Gibb) – 4:54
15. Tragedy (Barry, Robin és Maurice Gibb) – 5:01

## Közreműködők
- Bee Gees